# سوسک درخشان
سوسک درخشان (انگلیسی: Lucihormetica luckae) گونه‌ای سوسک از خانواده سوسک‌های بزرگ است که بومی کشور اکوادور می‌باشد. مانند سایر گونه‌های دیگر از خانوادهٔ لوسی هورماتیکا، پشت‌لاک این سوسک دارای ۱ نقطه روشن کوچک و ۲ نقطهٔ بزرگ جداگانه است که در هنگام قرار گرفتن در معرض نور به شکل خودشب‌تابی (اتوفلورنس) می‌درخشند. احتمال دارد که این شیوه تقلید از سوسک پیروفوروس باشد که حشره‌ای سمی است و نور را در همان طول موج ساطع می‌کند. اگر چنین چیزی قطعیت داشته باشد، می‌تواند نمونه‌ای از تقلید بیتسی باشد.
شواهد مبتنی بر زیست‌تابی ژنتیکی واقعی در سوسک درخشان بر پایهٔ روایت‌های چندی است که قطعیت ندارند اگر چه، شواهد بسیاری بر خودشب‌تابی آنها وجود دارد. این گونه ممکن است در معرض تهدید و شاید حتی انقراض باشد چرا که تنها ۱ نمونه از این گونه و آن هم حدود ۷۰ سال پیش جمع‌آوری شده‌است. علاوه بر این، آتشفشان تونگوراهوا در کشور اکوادور که به عنوان زیستگاه این گونه شناخته شده‌است، در سال ۱۹۹۹ وارد فاز جدیدی از فوران‌های آتشفشانی گردید. سوسک درخشان در فهرست ۱۰ گونهٔ جدید و برتر سال ۲۰۱۲ قرار گرفت که توسط مؤسسه جهانی اکتشاف گونه‌ها در دانشگاه ایالتی آریزونا از بین بیش از ۱۴۰ گونهٔ برگزیده نامزد شد.
طرح پشت‌لاک سوسک درخشان به دلیل شباهت آن به مردمان جاو، موجودات تخیلی از مجموعه جنگ ستارگان بسیار مورد توجه قرار گرفته‌است.